# Mengíbar
Mengíbar é um município da Espanha na província de Jaén, comunidade autónoma da Andaluzia, de área 62 km² com população de 9102 habitantes (2006) e densidade populacional de 143,64 hab/km².

## Demografia
| Variação demográfica do município entre 1991 e 2004 | Variação demográfica do município entre 1991 e 2004 | Variação demográfica do município entre 1991 e 2004 | Variação demográfica do município entre 1991 e 2004 |
| --------------------------------------------------- | --------------------------------------------------- | --------------------------------------------------- | --------------------------------------------------- |
| 1991                                                | 1996                                                | 2001                                                | 2004                                                |
| 8099                                                | 8563                                                | 8795                                                | 8963                                                |